# Georg Meisenbach

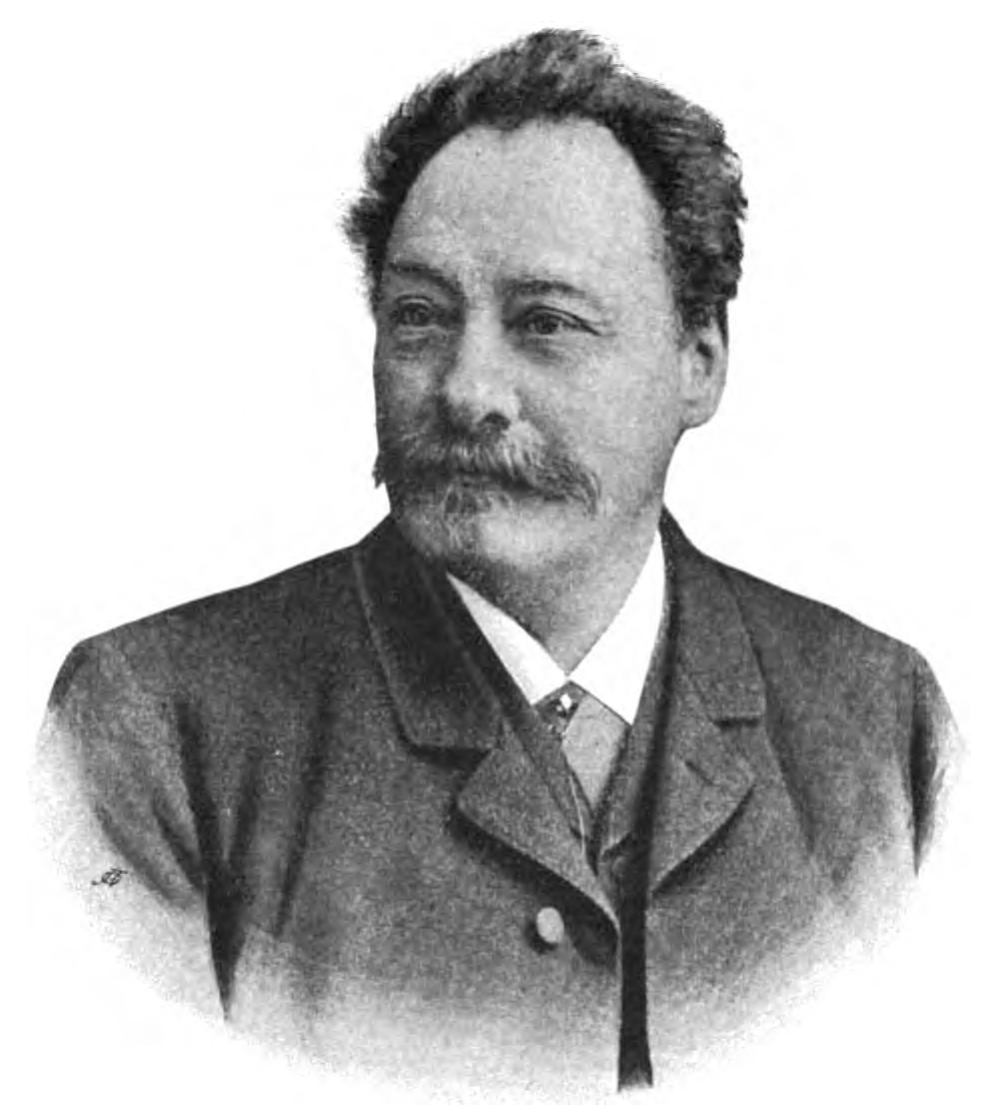
Georg Meisenbach nach einem Foto der Gebrüder Lützel (gedruckt 1905)

Georg Meisenbach (* 27. Mai 1841 in Nürnberg; † 24. September 1912 in Emmering) war ein deutscher Kupferstecher, Grafiker und Unternehmer. Er gilt als Erfinder des Glasgravurrasters und der Autotypie. 1883 erschien das erste gerasterte Foto in einer deutschen Zeitung, in der Illustrirten Zeitung.

## Leben und Wirken
Georg Meisenbach wurde am 27. Mai 1841 in Nürnberg geboren. Mit 14 Jahren erlernte er den Beruf des Stahl- und Kupferstechers. Um 1876 gründete er eine Chemigraphische Kunstanstalt in München und arbeitete dort an der Entwicklung eines Druckverfahrens von Zinkplatten, das später Autotypie genannt wurde. Am 9. Mai 1882 wurde die von ihm erfundene Autotypie mit dem deutschen Reichspatent Nr. 22244 geschützt. Dieses Verfahren ermöglichte erstmals die Wiedergabe gedruckter Fotografien in der Presse.
Zur Auswertung des Patents gründete Meisenbach 1883 zusammen mit dem Architekten Joseph von Schmaedel in München die Autotype-Company. 1891 setzte sich Meisenbach aus Krankheitsgründen zur Ruhe. 1892 entstand unter Führung durch von Schmaedel aus dem Zusammenschluss der Unternehmen Meisenbach & Co. in München und Heinrich Riffarth & Co. in Berlin das neue Unternehmen Meisenbach, Riffarth und Co., das um 1900 mit Niederlassungen in Berlin, München und Leipzig zur europaweit bedeutendsten graphischen Kunstanstalt aufstieg.
Georg Meisenbach hatte 1871 in Nürnberg die Witwe Johanna Pillmann geb. Raum geheiratet. Er lebte ab 1891 auf seinem Landsitz in Emmering bei Ebersberg in Bayern. Dort starb er am 24. September 1912 im Alter von 71 Jahren.

## Grabstätte

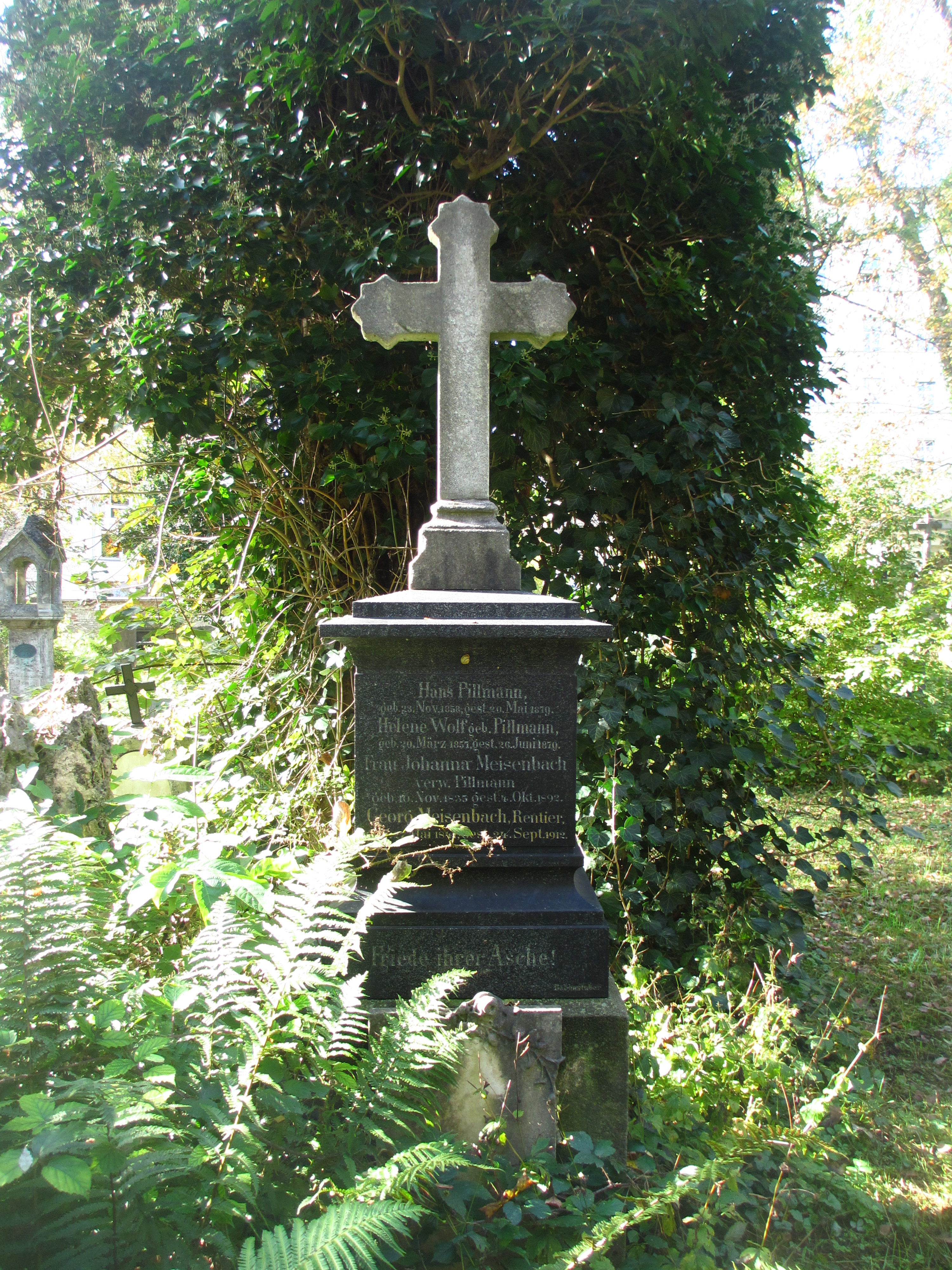
Grab von Georg Meisenbach auf dem Alten Südlichen Friedhof in München

Die Grabstätte von Georg Meisenbach befindet sich auf dem Alten Südlichen Friedhof in München (Gräberfeld 14 – Reihe 2 – Platz 42, Standort).